# Østfold
Østfold este o provincie din Norvegia.

## Comune
- Aremark
- Askim
- Eidsberg
- Fredrikstad
- Halden
- Hobøl
- Hvaler
- Marker
- Moss
- Rakkestad
- Rygge
- Rømskog
- Råde
- Sarpsborg
- Skiptvet
- Spydeberg
- Trøgstad
- Våler